# 緑が丘 (上田市)
緑が丘（みどりがおか）は、長野県上田市の町丁。現行行政地名は緑が丘一丁目から三丁目。住居表示実施地域。郵便番号は386-0022。

## 概要
上田市の上田地区に属する。昭和44年（1969年）の住居表示事業により、大字上田、大字常磐城の各一部から成立。北は大字上田、大字常磐城、東は中央北、南は中央西、常磐城、西は常磐城に隣接する。

## 世帯数と人口
2021年（令和3年）11月1日現在の世帯数と人口は以下の通りである。
| 町丁   | 世帯数    | 人口    |
| ------ | --------- | ------- |
| 緑が丘 | 1,616世帯 | 3,396人 |

### 人口の変遷
| 2005年 | 3,993人 | [ 5 ] |  |
| 2010年 | 3,743人 | [ 5 ] |  |
| 2015年 | 3,668人 | [ 5 ] |  |

## 小・中学校の学区
市立小・中学校に通う場合、学区は以下の通りとなる。
| 番地 | 小学校           | 中学校             |
| ---- | ---------------- | ------------------ |
| 全域 | 上田市立西小学校 | 上田市立第三中学校 |

## 施設
- 国立病院機構信州上田医療センター
- 緑が丘郵便局